# Fotomodel

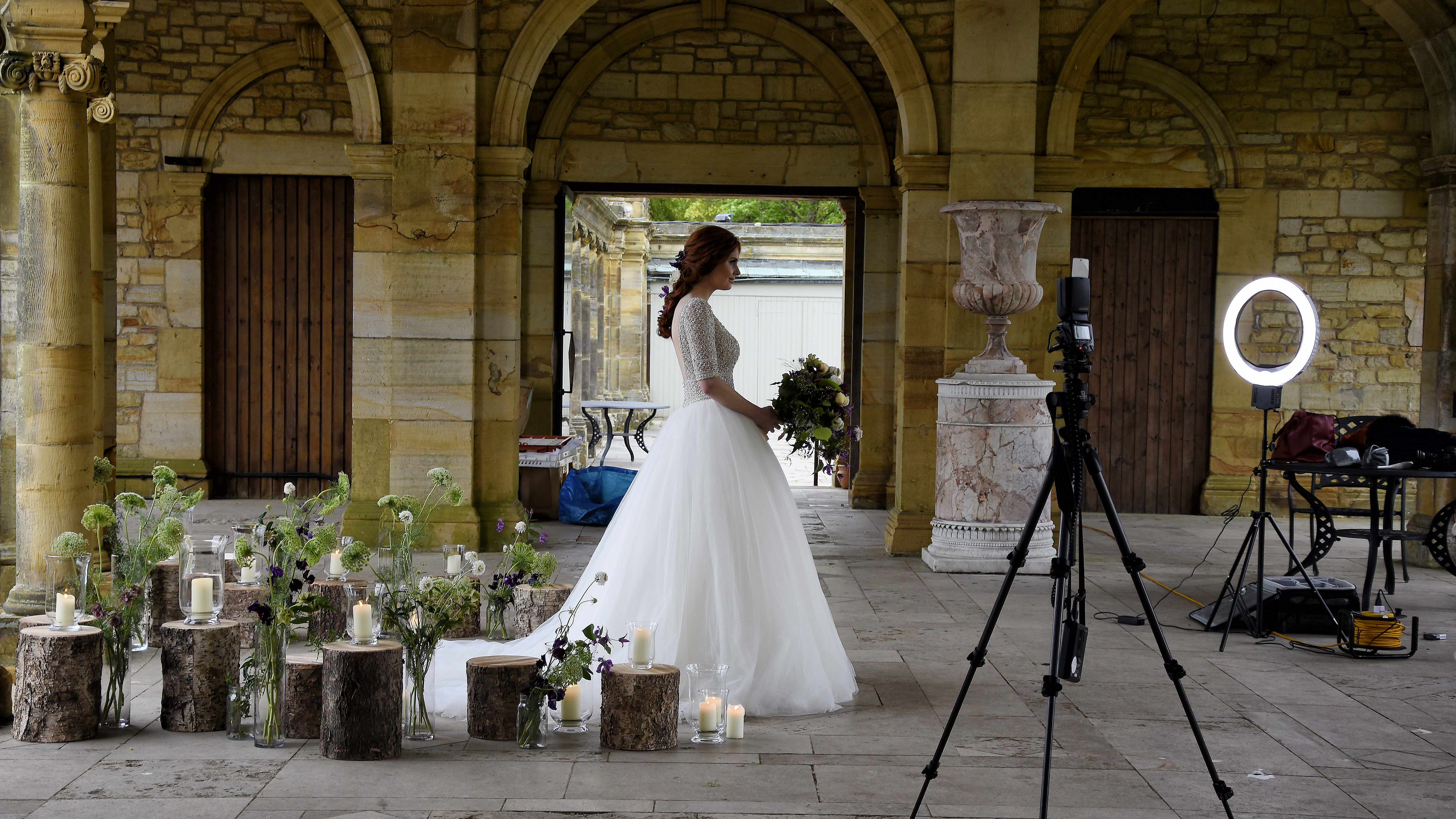
Een model tijdens een fotoreportage in de loggia van Hever Castle

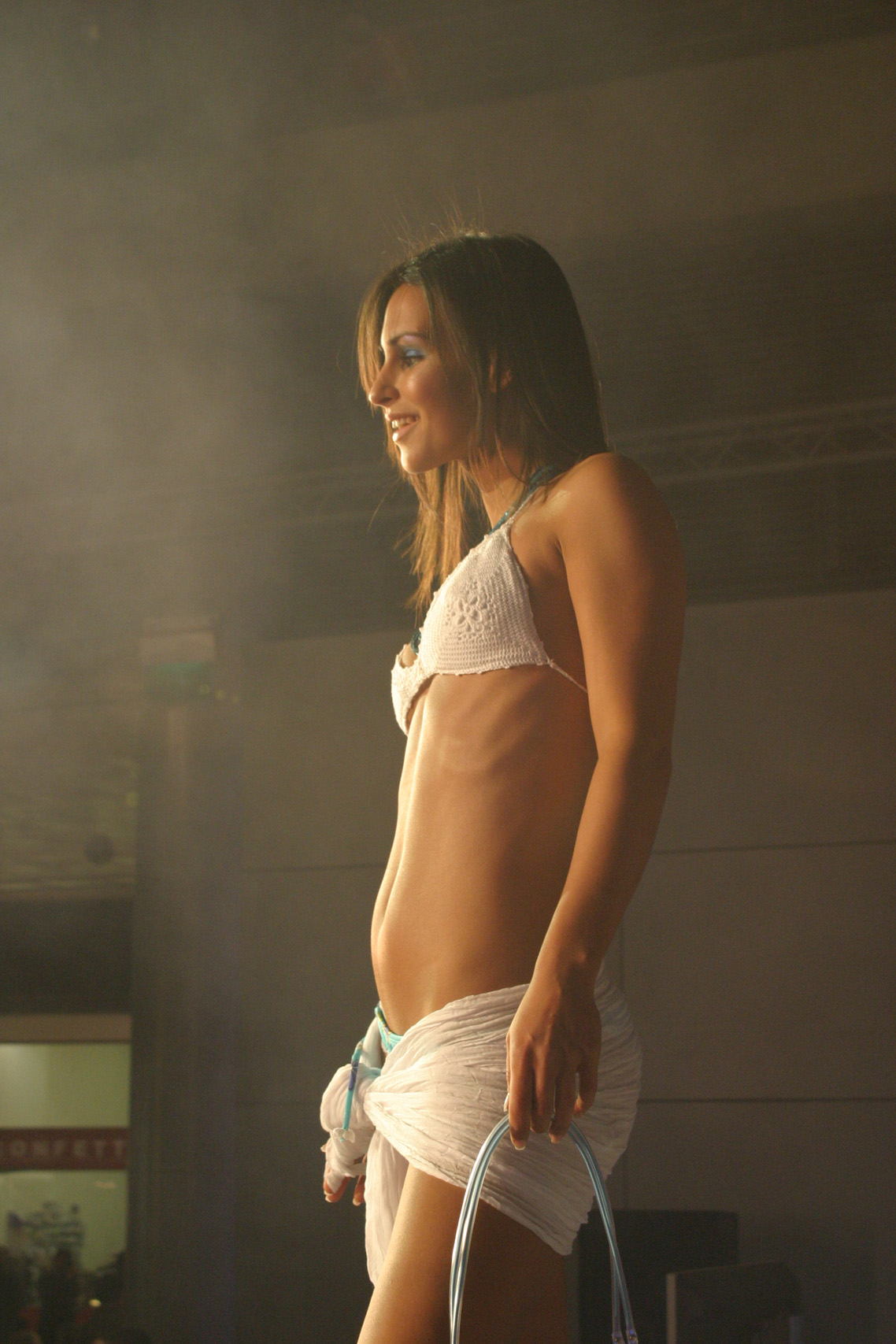
Vrouwelijk model (Lúcia Garcia)

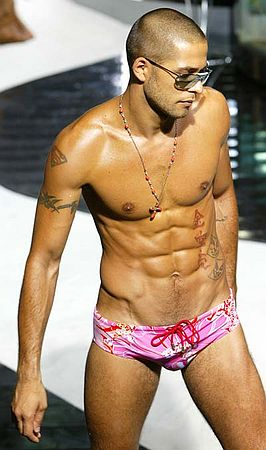
Mannelijk model

Een fotomodel is een model dat als onderwerp voor het maken van foto's fungeert.
Bij modellenbureaus worden de volgende types fotomodellen onderscheiden:
- Special: Fotomodel dat niet aan alle eisen voldoet maar misschien iets speciaals heeft of gewoon ergens erg geschikt voor is.
- Edelspecial: Model dat iets specifieks heeft waar veel geld mee verdiend kan worden, bijvoorbeeld een model dat een mooie huid heeft en een gezicht dat zeer symmetrisch is.
- Handmodel: Er bestaan ook modellen die model zijn voor een deel van zichzelf zoals: handen, voeten, benen.
- Body-double: Een model dat gebruikt wordt als stand-in bij bijvoorbeeld een film.
- Lookalike: Model/actrice die als twee druppels water op een bekend persoon lijkt.
- Fashionmodel: Fotomodel dat aan een speciale lengte en speciale eisen voldoet, heel gangbaar voor vrouwen is EU-kledingmaat 34/36 en een lengte vanaf 1,72 meter, dit verschilt echter iets per modellenbureau en per land.
- Fashionmodel: Plussize / curvy model: Een fotomodel met minimaal EU-kledingmaat 40 (vrouwen).
- Mannequin: Model dat zeer dun is en een goede lengte heeft. Als mannequin (ook wel: Runwaymodel genoemd) wordt verwacht dat hij/zij de juiste lengte en de juiste maten heeft; in het algemeen heeft men de voorkeur voor een wat langer model; 1,74 m is het minimum, iets langer is wenselijk. 1,80 m wordt vaak als ideale lengte gezien. Veel langer dan dat moet het model ook weer niet zijn in verband met lengteverschillen tussen de modellen en kleding die dan te kort wordt. Voor mannelijke modellen is de lengte tussen 1,90 m en 1,96 m ideaal. De mannequins zijn vaak nog iets dunner dan de fashionmodellen, maar er zijn genoeg fashionmodellen die ook mannequin zijn of andersom.
- Naaktmodellen
  - Glamour Model: Wordt er glamour gezegd dan gaat dit meestal over fotografie in de richting van Playboy of Penthouse. Er is verwarring over dit woord omdat het ook gebruikt wordt als aanduiding voor glamourachtige foto's. Niet alle glamourstijlfoto's hoeven naaktfoto's te zijn, het kunnen bijvoorbeeld ook heel stijlvolle foto's zijn in een string en om de verwarring compleet te maken: in sommige gevallen gaat het om gewone geklede foto's in een glamourachtige jurk (denk dan bijvoorbeeld aan foto's van Marilyn Monroe). Binnen deze categorie bestaat er nog iets anders wat eigenlijk een stap verder gaat, de zogenaamde: Spreaded of Pink-fotografie, hierbij wordt van het model verwacht dat ze naakt en wijdbeens poseert. Dit laatste zal nooit door een goed modellenbureau gevraagd worden.
  - Artistiek naaktmodel: Naaktfoto's waarbij het gaat om een naakt dat artistiek gefotografeerd wordt, het heeft niet de glamourachtige stijl die bij Glamour hoort maar is wat meer artistiek. Artistiek naakt zijn over het algemeen genomen toch wel foto's waar men niet echt 'opgewonden van raakt' als er na gekeken wordt en zijn dus gewoon minder 'sexy' dan Glamour, meer kunstzinnig bedoeld dan iets anders. Vaak is het gezicht van het model onherkenbaar in beeld.
  - Functioneel naaktmodel: Dit is iets wat meer voorkomt, functioneel naakt kan zijn: reclame voor een badproduct, meisje is naakt want komt onder de douche vandaan. Er bestaat een zekere overlap tussen Glamour en Functioneel naakt, functioneel naakt kan namelijk wel degelijk erg sexy zijn. Als men zich inschrijft bij een bureau wordt vaak gevraagd of je hiervoor beschikbaar bent, vroeger werden voor dit soort opdrachten voornamelijk heel perfecte modellen genomen, maar dit wordt steeds minder.
  - Bedekt naaktmodel: Dit is precies wat het zegt: een model wat naakt poseert en voor een deel bedekt wordt met iets, dit is meestal een doek of iets dergelijks.
- Amateurmodel Veel modellen beginnen bij een amateurfotograaf. Vaak wordt gewerkt op 'tfp' (time for pictures) of op 'tfcd' (time for cd) basis. Dat betekent dat het model in ruil voor haar poseren een aantal prints of een cd met de opnamen krijgt. Op deze manier kunnen zowel fotograaf en model zich bekwamen in alles wat de modelfotografie te maken heeft. Ook zijn er verenigingen die fotografen en modellen met elkaar in contact brengen.